# Andreas Wittmann
Andreas Wittmann (Múnich, 5 de mayo de 1961) es un oboísta alemán.
Después de sus estudios con Heinz Brune en Ratisbona, Manfred Clement y Hansjörg Schellenberger, su primer compromiso lo llevó a la Filarmónica de Berlín, de la que es miembro desde 1986. Como oboísta solista, trabajó en la Orquesta del Festival de Bayreuth y en la Filarmónica de Berlín bajo la dirección de Daniel Barenboim, James Levine, Riccardo Muti, Mariss Jansons, Bernard Haitink, Claudio Abbado y Simon Rattle.
Es solista, músico de cámara y pedagogo. En 1988 fundó con cuatro de sus colegas el Quinteto de Viento de la Filarmónica de Berlín, con quienes grabó numerosos CDs para el sello sueco BIS. Desde 1995 trabaja como profesor en la Academia de la Orquesta Filarmónica de Berlín. De 2000 a 2005 y de 2008 a 2012 ha sido elegido director de orquesta de la Filarmónica de Berlín. 
El hermano de Andreas Wittmann es el actor y orador Thomas Wittmann.

## Obras
- Filarmónica de Berlín: Variaciones con orquesta - 125 años de la Filarmónica de Berlín, volumen 2, biografías y conciertos, Henschel Publishers, mayo de 2007, ISBN 978-3-89487-568-8